# ガイア・ソーセージ
ガイア・ソーセージ (Gaia Sausage) は、およそ80億年から110億年前に天の川銀河と衝突合体した矮小銀河の痕跡である。衝突する前の矮小銀河は、ソーセージ銀河 (Sausage Galaxy)、あるいはガイア＝エンケラドゥス＝ソーセージ (Gaia-Enceladus-Sausage)、ガイア＝エンケラドゥス (Gaia-Enceladus) とも呼ばれる。ソーセージ銀河との衝突で、総質量が太陽の100億倍を超える恒星、ガス、暗黒物質が天の川銀河に取り込まれ、そこには少なくとも8つの球状星団が含まれていたと考えられる。
「ガイア・ソーセージ」という呼称は、ガイア計画の位置天文衛星「ガイア」の観測で測定された恒星の空間速度を、動径方向の速度と円運動方向を軸にして図示した速度空間において、ソーセージのような横長の楕円形に分布している集団がみられることに由来する。
合体によって天の川銀河に加わった恒星は、非常に細長く伸びた軌道を持っている。それらの恒星の軌道は、天の川銀河の中心からおよそ20キロパーセクの距離に遠点があり、それより外では急に恒星がまばらになるので、その境界が恒星ハローの「ブレイク半径」とされる。

## 構成要素
ソーセージ銀河を起源とする球状星団は、NGC 1851、NGC 1904、NGC 2298、NGC 2808、NGC 5286、NGC 6864、NGC 6779、そしてNGC 7089である。また、NGC 362とNGC 1261もその候補とされる。別の分析では、同じような軌道をとる球状星団は、13に上る。
矮小銀河から来た恒星は、天の川銀河の核の周りを、離心率のオーダー0.9という極端な楕円軌道で周回している。それらの恒星の金属量は、典型的には他のハロー星より高く、金属量の指標である水素を基準とした相対的な鉄の存在量[Fe/H]が-1.7を上回る。
ソーセージ銀河は、薄い円盤を膨張させて厚い円盤を生み出すなど、天の川銀河の形を作り変えた。
一方で、ソーセージ銀河から天の川銀河にもたらされたガスは、新たな星形成を誘発し、薄い円盤を補充することにもなった。また、矮小銀河の残骸は、銀河系の内側ハローに属する恒星の大部分をもたらした。

## 関連文献
- Myeong, G.C.; Evans, N.W.; Belokurov, V.; Sanders, J.L.; Koposov, S.E. (April 2018). “The Milky Way halo in action space”. The Astrophysical Journal Letters 856 (2):  L26. arXiv:1802.03351. Bibcode: 2018ApJ...856L..26M. doi:10.3847/2041-8213/aab613.
- Myeong, G.C.; Evans, N.W.; Belokurov, V.; Sanders, J.L.; Koposov, S.E. (April 2018). "The Shards of ω Centauri". arXiv:1804.07050 [astro-ph.GA]。